# جیزلا مارنگو
جیزلا مارنگو (ایتالیایی: Gisella Marengo؛ زادهٔ ۱۶ دسامبر ۱۹۷۵) یک هنرپیشه و تهیه‌کننده فیلم اهل ایتالیا است.
از فیلم‌ها یا برنامه‌های تلویزیونی که وی در آن نقش داشته‌است می‌توان به زن ناشناخته، ماری، افسون‌شده، کونان بربر، باریا، پسر هیچ‌کس، وایلد سالومه، شخص سوم، مجرم و امنیت اشاره کرد.